# Эсно, Элен
Элен Эсно (фр. Hélène Esnault; род. 17 июля 1953, Париж) — французский и немецкий математик, работающая в области алгебраической геометрии.

## Биография
Родилась 17 июля 1953 года в Париже. В 1973 году училась в Высшей нормальной школе. В 1976 году под руководством Ле Донга Транга в Университете Париж Дидро защитила докторскую диссертацию «Singularites rationnelles et groupes algebriques» получив докторскую степень. В 1985 году в Боннском университете получила степень абилитации. Изучала математику на кафедре Эссенского университета. Была стипендиатом Гейзенберга «Deutsche Forschungsgemeinschaft (DFG)» в Математическом институте Макса Планка.
В 2007 году была главным редактором и основателем журнала «Algebra and Number Theory». С 1998 по 2010 год работала редактором журнала «Mathematische Annalen», с 1995 года работала в журнале «Duke Mathematical Journal», с 2007 в «Mathematical Research Letters» и «Acta Mathematica Vietnamica», с 2011 в «Astérisque».
Имеет французское и немецкое гражданство. Была замужем за математиком Экартом Фивегом (1948—2010).

## Прочая деятельность
В 2012 году стала профессором в Свободном университете Берлина, возглавив исследовательскую группу для работ алгебры и теории чисел, ранее работала в Университете Дуйсбурга — Эссена, Математическом институте Макса Планка и Университете Париж Дидро.
В 2018 году входила в комитет по присуждению Филдсовской премии.

## Труды
- mit Eckart Viehweg: Lectures on Vanishing Theorems, Birkhäuser 1992 (Buch PDF, 1.3 MB)
- 1+1 = 0 Monsieur Weil, est-ce bien rationnel ?, conférence du 15 janvier 2014.
- Autour des Q-diviseurs applications aux fibres de Milnor homogènes, au degré de polynômes à singularités données et au théorème de Roth
- Global aspects of complex geometry, c2006
- Principe local-global pour les zéro-cycles
- Singularités rationnelles et groupes algébriques
- Un plus un égal zéro.

## Награды
- 2001: Премия Поля Дойстау – Эмиля Блуте[англ.];
- 2002: Приглашенный спикер на Международный конгресс математиков в Пекине с докладом «Characteristic classes of flat bundles and determinant of the Gauss-Manin-connection»;
- 2003: Премия имени Лейбница[3];
- 2005: член Вестфальской академии наук;
- 2009: почетный доктор Вьетнамской академии наук и технологий в Ханое; «Advanced Grant» от Европейский исследовательский совет на сумму 1 миллион евро;
- 2014: Избрана Европейской академией[5] членом Леопольдина[6] в Берлин-Бранденбургской академии наук[7][8];
- 2019: Медаль Кантора[9].